# Apollonia 6
Apollonia 6 was een Amerikaanse popgroep die actief was van 1983 tot 1985. De groep werd opgericht door Prince en was de opvolger van de groep Vanity 6, die een hit had met 'Nasty Girl'.
De groep ontstond toen zangeres Denise Matthews Vanity 6 verliet. Ze zou een grote rol krijgen in de film Purple Rain van Prince, maar door onenigheid stapte ze uit de groep. Als nieuwe frontvrouw werd Apollonia Kotero aan de band toegevoegd en kreeg de groep een andere naam: Apollonia 6. Andere bandleden waren Brenda Bennett en Susan Moonsie van Vanity 6.
Apollonia 6 had in Amerika en Europa een hit met 'Sex Shooter' in Nederland een Alarmschijf. 
Prince, de oprichter van de groep, was ook de tekstschrijver. Voor de groep schreef hij onder andere de nummers 'Manic Monday' en 'The Glamourous Life'. Het was de bedoeling dat deze nummers op een volwaardig Apollonia 6-album zouden verschijnen, maar de groep ging uit elkaar en het materiaal dat Prince had geschreven schoof hij door naar andere artiesten die hij begeleidde. 'Manic Monday' werd een hit voor The Bangles en 'The Glamourous Life' werd vertolkt door Sheila E.
Van de groepsleden is sindsdien niet veel meer vernomen.
Tijdens de Apollonia 6-periode ging het gerucht dat frontvrouw Kotero een relatie met Prince zou hebben, maar dit is altijd ontkend. Na deze periode speelde Kotero nog enkele rolletjes in films en in Falcon Crest. In 1988 kwam een soloalbum uit.